# Enclave (comics)
Pour les articles homonymes, voir Enclave.
L’Enclave est une équipe de personnages de fiction évoluant dans l'univers Marvel de la maison d'édition Marvel Comics. L'équipe apparaît pour la première fois dans le comic book Fantastic Four #66 en septembre 1967, traduit en France dans l'album Les Fantastiques #6 aux éditions Lug.

## Biographie du groupe
L'Enclave est une petite équipe de scientifiques qui se sont consacrés à utiliser la technologie pour créer une dictature bienveillante du monde selon leurs règles.
 L'enclave a été fondée par quatre scientifiques, chacun ayant un domaine de spécialisation différent : Maris Morlak, un physicien nucléaire lituanien, Jerome Hamilton, un biologiste médical américain, Carlo Zota, un technicien espagnol spécialisé en électronique, et Wladyslav Shinski, un généticien polonais. Ils se sont rencontrés lors d'une assemblée mondiale de scientifiques, et en découvrant leur vue mutuelle du monde, ils décidèrent de rassembler leurs ressources financières pour créer une communauté scientifique indépendante.
Durant l'année qui suivit, chaque scientifique truqua sa propre mort et puis retrouva les autres sur une petite île dans l'Océan Atlantique du nord. Sur cette île anonyme, Daniel Damian, un ami archéologue d'Hamilton, avait découvert les ruines d'une forteresse technologiquement avancée (peut-être un avant-poste abandonné des Déviants) et avait prévenu Hamilton. Les quatre scientifiques de l'Enclave utilisèrent les restes métalliques dans les ruines pour créer leur propre citadelle scientifique, qu'ils surnommèrent la Ruche. Après environ une décennie de travail, la Ruche fut totalement opérationnelle, et il était devenu un des premiers équipements scientifiques de recherche sur Terre, rivalisant avec la forteresse du Maître de l'Évolution élevée sur la montagne de Wundagore, le château d'Arnim Zola en Suisse, la forteresse-laboratoire de Maelstrom au fond de l'Océan atlantique, et l'île de Centurious dans le Pacifique.
Travaillant ensemble, et utilisant les dispositifs technologiques qu'ils avaient trouvés sur place, les scientifiques de l'Enclave créèrent un certain nombre de percées scientifiques, dont des émetteurs anti-gravité, des lames moléculaires à forte liaison, et une machine de téléportation d'une portée de 2000 miles. Le premier projet sur lequel ils portèrent leurs espoirs était cependant dans le domaine de la génétique. Leur plan était de créer une nouvelle race extrêmement puissante d'êtres humains sous leur commande pour soumettre le reste de l'humanité. Pendant presque une décennie, les quatre scientifiques travaillèrent sur les molécules humaines d'ADN pour créer la vie, l'irradiant avec diverses énergies pour l'imprégner de puissance et accélérant chimiquement sa croissance. Quand leur prototype atteint la maturité, il s'échappa de son cocon d'incubation. En raison de sa maturation rapide, ils ne purent placer dans l'esprit de la créature les sauvegardes appropriées leur permettant de le commander. La créature, désignée seulement sous le nom de Lui, utilisa ses pouvoirs si fortement que ses créateurs, aveuglés par l'énergie, ne pouvaient même pas voir à quoi il ressemblait. Utilisant la machine de téléportation, Hamilton enleva Alicia Masters, sculptrice aveugle, et l'amena à la Ruche. Après l'avoir persuadée d'utiliser ses talents pour sculpter Lui, Hamilton l'accompagna dans la chambre où il était. Cependant, les Quatre Fantastiques, amis d'Alicia, découvrirent qu'elle était absente et en partant à sa recherche, ils la localisèrent dans la Ruche.
Juste avant que les Quatre Fantastiques sauvent Alicia et s'échappent par la machine de téléportation de l'Enclave, Hamilton fut tué dans un éboulement provoqué par une décharge d'énergie de Lui. Zota l'avertit que l'énergie nécessaire pour le vol causerait toute la destruction de la Ruche. Mais pensant qu'ils étaient mauvais, Lui s'envola malgré l'avertissement. (Lui prit plus tard le nom d'Adam Warlock).
La Ruche connue de grands dommages à cause cette première manifestation des pouvoirs de Lui, mais elle ne fut pas totalement détruite et Zota, Shinsky, et Morlak ne furent pas tués, comme on aurait pu le croire. L'Enclave avait perdu la plupart des mercenaires qu'ils avaient employés comme gardes dans la ruche, mais ils commencèrent néanmoins à reconstruire leurs équipements. Quand ils eurent terminé, ils entreprirent leur deuxième expérience génétique, une duplication de la première qu'ils espéraient contrôler. Quand la deuxième créature atteint la maturité, l'Enclave demandèrent l'aide du Dr Strange, ancien chirurgien devenu sorcier. L'Enclave voulaient que Strange utilise leur laser télécommandé pour exécuter une chirurgie du cerveau sur la créature pour s'assurer qu'elle leur obéirait. En dépit de leurs précautions, la créature reprit le contrôle de son esprit peu de temps après qu'elle avait émergé de son cocon, et elle libéra des rayons d'énergies suffisants pour faire briser la base de l'île de la Ruche qui sombra sous la mer. La créature, appelée Parangon, se créa un nouveau cocon pour elle-même et s'enferma à l'intérieur pour terminer sa métamorphose (quand elle émergea finalement, elle prit le nom de Elle).
Les trois savants de l'Enclave survécurent à l'inondation de leur base et se sauvèrent en Europe où ils établirent une nouvelle base provisoire. Acquérant des fonds en vendant certaines inventions à l'Hydra, l'Enclave aida au financement de la Security College, un établissement fournissant à la progéniture des ambassadeurs, des politiciens, et des brasseurs d'affaires un environnement collégial sur. En réalité, l'Enclave cherchaient à employer les étudiants pour acquérir des informations industrielles, politiques, et militaires secrètes. Pour faire ainsi, l'Enclave avaient loué les services du Monocle, un allemand qui avait inventé diverses méthodes d'hypnose. En même temps l'Enclave avait appris l'existence des Inhumains,  génétiquement avancés, et ils décidèrent de les conquérir afin de prendre possession de leur technologie. En utilisant une variation de leur machine de téléportation, ils capturèrent Médusa de la famille royale des Inhumains pour l'utiliser comme otage. L'Enclave avait alors décidé de terminer le projet du Security College, le sentant pour être un échec risqué. Quand le Monocle refusa d'abandonner le projet et menaça de révéler la vérité, l'Enclave fit exploser la navette du Monocle, le tuant.
Peu après, l'Enclave lancèrent leur première attaque sur les Inhumains, en utilisant les mercenaires payés en tant que milice. Les efforts de guerre de l'Enclave furent facilités par Maximus, inhumain renégat, qui avait saboté les systèmes de défense de son propre peuple, et par une maladie parmi les Inhumains provoqué par la pollution croissante de la terre. La première guerre de l'Enclave contre les Inhumains finit quand Maximus trahit l'Enclave en retournant les armes de l'Enclave contre eux. Médusa fut libérée à ce moment.
Aucun des trois savants de l'Enclave ne fut capturé dans la défaite, seulement leurs mercenaires. Un peu plus tard, l'Enclave entra en contact une fois de plus avec Maximus, cette fois sur la Lune, où les Inhumains avait déplacé leur ville à l'abri de la pollution de la Terre. La deuxième guerre de l'Enclave contre les Inhumains était secrète, car Maximus, possédant le corps de son frère Flèche Noire, leur permit d'infiltrer la ville des Inhumains. Là ils lancèrent une attaque sur Terre pour que la Terre exerce des représailles contre les Inhumains. Le complot échoua, en raison de l'intervention des Vengeurs, et pour la première fois deux des membres de l'Enclave, Morlak et Zota, furent arrêtés par les autorités.
En raison de son infirmité, Shinski n'était pas allé sur la Lune avec ses collègues et par conséquent il resta en liberté. Il a par la suite acquis les ressources minimales pour construire une nouvelle machine de téléportation lui permettant de libérer ses camarades. Avant que les trois aient pu réfléchir à de nouveaux méfaits, ils furent blessés dans un accident d'avion.
On ignore ce qu'ils sont devenus actuellement.